# Championnat de Macao de football 2023
 (décembre 2024).
Navigation
Saison précédente Saison suivante
La saison 2023 du Championnat de Macao de football est la soixante-quatorzième édition du Campeonato da Primeira Divisão, le championnat de première division à Macao. Les dix meilleures équipes macanaises sont regroupées au sein d’une poule unique où elles s'affrontent deux fois au cours de la saison. En fin de championnat, les deux derniers du classement sont relégués et remplacés par les deux meilleures équipes de deuxième division.

## Les clubs participants
- Sporting Clube de Macau
- Clube Desportivo Monte Carlo
- Casa do Sport Lisboa e Benfica
- Tak Chun Ka I
- Chao Pak Kei
- Cheng Fung
- Lun Lok FC
- Hang Sai - promu
- Toi Seng - promu
- CFB Macao - déclare forfait en début de saison

## Compétition
Le barème utilisé pour établir le classement est le suivant :
- Victoire : 3 points
- Match nul : 1 point
- Défaite : 0 point

### Classement
| Rang | Équipe         | Pts | J  | G  | N | P  | Bp | Bc | Diff |
| ---- | -------------- | --- | -- | -- | - | -- | -- | -- | ---- |
| 1    | Chao Pak Kei T | 46  | 16 | 15 | 1 | 0  | 73 | 4  | +69  |
| 2    | SL Benfica     | 40  | 16 | 13 | 1 | 2  | 57 | 14 | +43  |
| 3    | Monte Carlo C  | 37  | 16 | 12 | 1 | 3  | 64 | 15 | +49  |
| 4    | Cheng Fung     | 31  | 16 | 10 | 1 | 5  | 45 | 20 | +25  |
| 5    | Lun Lok FC     | 16  | 16 | 5  | 1 | 10 | 22 | 43 | -21  |
| 6    | Hang Sai P     | 13  | 16 | 4  | 1 | 11 | 24 | 75 | -51  |
| 7    | Tak Chun Ka I  | 13  | 16 | 4  | 1 | 11 | 27 | 58 | -31  |
| 8    | Sporting Macau | 8   | 16 | 2  | 2 | 12 | 23 | 63 | -40  |
| 9    | Toi Seng P     | 7   | 16 | 2  | 1 | 13 | 17 | 60 | -43  |
| 10   | CFB Macao      | 0   | 0  | 0  | 0 | 0  | 0  | 0  | 0    |

|  | T : Tenant du titre P : Promu de Segunda Divisão |

- Le champion a une place en Challenge League de l'AFC 2024-2025, mais le club n'obtient pas de licence AFC.

## Bilan de la saison
| Championnat de Macao de football 2023 |                         |
| Champion                              | Chao Pak Kei (4e titre) |
| Coupes et trophées                    |                         |
| Vainqueur de la Coupe de Macao 2023   | GD Monte Carlo          |
| Qualifications continentales          |                         |
| Challenge League de l'AFC 2024-2025   | aucun                   |
| Promotions et relégations             |                         |
| Promus en Primeira Divisão            | Gala                    |
| Promus en Primeira Divisão            | Universidade de Macau   |
| Relégués en Segunda Divisão           | Toi Seng                |
| Relégués en Segunda Divisão           | CFB Macao               |